# آی‌کیو ارابه‌ران
IQ ارابه‌ران یک ستاره است که در صورت فلکی ارابه‌ران قرار دارد.